# Marcellaz-Albanais
Marcellaz-Albanais – miejscowość i gmina we Francji, w regionie Owernia-Rodan-Alpy, w departamencie Górna Sabaudia.
Według danych na rok 1990 gminę zamieszkiwało 1226 osób, a gęstość zaludnienia wynosiła 84 osób/km² (wśród 2880 gmin regionu Rodan-Alpy Marcellaz-Albanais plasuje się na 674. miejscu pod względem liczby ludności, natomiast pod względem powierzchni na miejscu 798.).